# Angry Birds Stella
Angry Birds Stella é um jogo eletrônico de quebra-cabeça e o segundo spin-off da série Angry Birds que foi desenvolvida por Rovio Entertainment.
Anunciado no dia 13 de fevereiro de 2014, a Rovio afirmou que o jogo teria uma linha de brinquedos com Telepods, e uma série de televisão. O jogo foi lançado em 4 de setembro de 2014.

## Jogabilidade
Assim como o jogo original da série, os jogadores usam um estilingue para atirar uma variedade de aves para estruturas próximas, com a intenção de estourar todos os porcos verdes que podem ser tanto perto, dentro, ou sobre as estruturas.
Na actualização de dezembro de 2014, um outro modo foi adicionado que apresenta Stella e seus amigos em cima da casa na árvore à procura de seus itens perdidos, que foram roubados pelos porcos.

## Episódios do jogo
| #   | Episódio                     | Níveis            | Data de lançamento     | Tema                        | Local                     |
| --- | ---------------------------- | ----------------- | ---------------------- | --------------------------- | ------------------------- |
| 1   | Predefinição:Branch Out      | 66                | 4 de setembro de 2014  | Gale busca polem de flor    | Floresta em Golden Island |
| 2   | Predefinição:Beach Day       | 65                | 4 de setembro de 2014  | Gale proucura ostra gigante | Praia em Golden Island    |
| 3   | Predefinição:Purple Festival | 60-70             | Q1-Q2 2015             | Gale entra em uma mina      | Mina com diamantes roxos  |
| N/A | New Pigs on the Block        | 4 non-sequential* | 16 de dezembro de 2014 | -                           | -                         |

- Cada nível é actualizado ao longo do tempo ou pagando moedas.
- os personagens são:
- porcos
- Handsome Pig (oinc com estilo)
- Boom Pig (explode com o impacto)
- Helipig (paira no ar)
- Space Pig (ignora a gravidade)
- Big Pig (causa terremoto quando cai)
- Muscle Pig (mais forte que os outros)
- Ninja Pig (troca de lugar quando em perigo)
- Cursed Pig (vira Porco Zumbi quando destruído)
- Jetpack Pig (quando atingido, machuca e explode com o impacto)
- Crossfit Pig (transforma os porcos em Muscle Pigs
- Necro Pig (transforma os porcos destruídos em Porcos Zumbi)
- Passaros:
- Stella
- Poppy
- Luca
- Willow
- Dahlia
- Gale (pássaro inimigo)

## Telepods
O jogo é o terceiro da franquia a ser compatível com os Telepods da Hasbro, uma linha de brinquedos também usada em outros jogos de Angry Birds, como no jogo Angry Birds Star Wars II. Os brinquedos são capazes de convocar personagens para o jogo que corresponde à figura digitalizada. Ao usar os Telepods para convocar as figuras.
Diferente deste uso, o pacote Telepods pode vir com outras peças de brinquedos e acessórios para a reprodução normal.

## Televisão
A Rovio anunciou uma série animada intitulada "Angry Birds Stella" baseada no jogo, e o primeiro episódio foi lançado dia 1 de novembro de 2014 no ToonsTV. O primeiro episódio foi "A Fork in the Friendship", que mostra como Gale, a ex-amiga de Stella e Rainha dos porcos na Golden Island de Stella, se separou de Stella e seus outros amigos. Os episódios serão lançados todos os sábados.

## Livros
A Rovio fez uma parceria com a Worldreader e o Room to Read, duas instituições de caridade de alfabetização, para uma série de livros de Angry Birds Stella.

## Sequência
Uma sequência intitulada Angry Birds Stella POP! foi lançada para iOS no Canadá dia 22 de dezembro de 2014. O lançamento mundial seria em 2015.

## Recepção
O jogo recebeu críticas mistas do Metacritic com um total de 67/100 pontuações baseadas em 8 comentários. O Pocket Gamer UK disse, "É o Angry Birds. Se você se preocupa demais com isso, então você provavelmente vai encontrar algo para desfrutar. Apenas tenha cuidado com os cronômetros." Alguns usuários têm elogiado o jogo, a introdução de novos personagens e a volta para o estilo original da jogabilidade.